# Walter Koenig
Walter Koenig (Chicago, 14 de setembro de 1936) é um ator, escritor, diretor e professor norte-americano. 

## Biografia
Seu papel de maior destaque foi o do oficial navegador Pavel Chekov na telessérie original de Star Trek e nos longa-metragens para o cinema relacionados à série.
Sua atuação como "ator especialmente convidado" na telessérie Babylon 5, no papel de Alfred Bester, rendeu-lhe um pedido de indicação para o Emmy da produção do seriado.